# Eleoniscus helenae
Eleoniscus helenae es una especie de crustáceo isópodo terrestre cavernícola de la familia Armadillidiidae. Es la única especie del género Eleoniscus.

## Distribución geográfica
Son endémicos del este de la España peninsular.